# Альтос де Нсорк (национальный парк)
Национальный парк Альтос де Нсорк находится в Экваториальной Гвинее. Он был основан в 2000 году. Площадь парка составляет 700 км². Территория включает нетронутые джунгли, высокогорные экосистемы, бурные реки.
В этом парке обитают многие из тех же диких животных, которые делают его известным в окружающих габонских лесах, таких как обыкновенные шимпанзе, гориллы, чёрный колобус, мандрилы, лесные буйволы и красные речные свиньи.

## Топография и климат
Местность представляет собой один из высоких холмов с низкими и расчлененными равнинами. Территория ограничена с западной стороны рекой Абанг, а с востока и юга дорогами; дорог в парке немного.